# 费利克斯·克鲁斯
费利克斯·克鲁斯（西班牙語：Félix Cruz，1961年4月4日—），墨西哥男子足球运动员，司职后卫。他曾代表墨西哥国家队参加1986年国际足联世界杯，结果队伍止步八强赛。